# Frente e Versos
Frente e Versos é o oitavo álbum de estúdio da banda brasileira Roupa Nova.
Lançado em 1990, o disco traz sucessos como "Amo em Silêncio", "Mistérios", "Asas do Prazer", "Esse Tal de Repi Enroll" (tema da novela Meu Bem, Meu Mal
), o hit "Coração Pirata" (tema da novela Rainha da Sucata
) e a versão a cappella de "Yesterday". 

## Faixas
| N.º | Título                                | Compositor(es)                                 | Voz                                               | Duração |  |
| 1.  | "Amo em Silêncio (Silence Is Golden)" | B. Crewe, B. Gaudio, versão:Paulo Sérgio Valle | Serginho                                          | 3:04    |  |
| 2.  | "Correndo Perigo"                     | Kiko, Sérgio Bastos                            | Paulinho                                          | 3:36    |  |
| 3.  | "Asas do Prazer"                      | Kiko, Ricardo Feghali                          | Paulinho                                          | 3:59    |  |
| 4.  | "Esse Tal de Repi en Roll"            | Rita Lee, Paulo Coelho                         | Paulinho (participação especial : The Commodores) | 3:37    |  |
| 5.  | "Cartas"                              | Cleberson Horsth, Nando                        | Serginho                                          | 4:49    |  |
| 6.  | "Mudança"                             | Cleberson Horsth, Nando                        | Serginho                                          | 3:46    |  |
| 7.  | "Coração Pirata"                      | Nando, Aldir Blanc                             | Nando                                             | 4:44    |  |
| 8.  | "Mistérios"                           | Michael Sullivan, Paulo Massadas               | Serginho                                          | 4:42    |  |
| 9.  | "Betty e Lou"                         | Nando, Ricardo Feghali, Ed Wilson              | Paulinho                                          | 4:11    |  |
| 10. | "Yesterday"                           | Lennon/McCartney                               | Paulinho                                          | 2:16    |  |
| 11. | "Romance Mutante"                     | Michael Sullivan, Paulo Massadas               | Paulinho                                          | 3:54    |  |
| 12. | "Fica Comigo"                         | Ricardo Feghali                                | Paulinho                                          | 3:15    |  |